# Mucuna rostrata
Mucuna rostrata är en ärtväxtart som beskrevs av George Bentham. Mucuna rostrata ingår i släktet Mucuna och familjen ärtväxter. Inga underarter finns listade i Catalogue of Life.